# János Riheczky
János Riheczky (ur. 23 sierpnia 1903 w Budapeszcie w dzielnicy Kispest, zm. 19 lutego 1976 w Cegléd) – węgierski zapaśnik walczący przeważnie w stylu wolnym. Olimpijczyk z Berlina 1936, gdzie zajął siódme miejsce w wadze średniej.
Srebrny medalista mistrzostw Europy w 1937. Mistrz kraju w stylu klasycznym w 1936, 1937 i 1940, a w stylu wolnym w 1935, 1938, 1941, 1943, 1945 i 1948 roku.
Jego syn Rezső Riheczky był wioślarzem, olimpijczykiem z Helsinek 1952 i Melbourne 1956.

## Letnie Igrzyska Olimpijskie 1936
| Konkurencja | Eliminacje          | Eliminacje          | Eliminacje              | Klas. końcowa |
| Konkurencja | Przeciwnik I        | Przeciwnik II       | Przeciwnik III          | Miejsce       |
| ----------- | ------------------- | ------------------- | ----------------------- | ------------- |
| 79 kg       | Karam Rasul (IND) Z | Ernst Krebs (SUI) P | Ludvig Lindblom (SWE) Z | 7.            |